# Clerodendrum henryi
Clerodendrum henryi là một loài thực vật có hoa trong họ Hoa môi. Loài này được C.Pei mô tả khoa học đầu tiên năm 1932.